# Aeroportul Ugashik Bay
Aeroportul Ugashik Bay (IATA: UGB, FAA LID: UGB) este un aeroport din Alaska, Statele Unite ale Americii ce deservește zona Pilot Point⁠(d).
Situat la o altitudine de 40 m, aeroportul dispune de 1 pistă.

## Infrastructură

### Piste
Aeroportul dispune de o singură pistă. Pista 12/30 are suprafața de pietriș și dimensiunile 5.280 picioare × 125 picioare. 